# Szivárvány Kultúrpalota
A Szivárvány Kultúrpalota Kaposvár kulturális életének egyik jelentős helyszíne, számos rendezvénynek ad otthont. Épülete országosan védett műemlék.

## Az épület

### Története
1927 és 1928 között épült Lamping József kaposvári építész tervei alapján, szecessziós és art deco stílusban, eredetileg 821 férőhellyel. Díszítőelemeiben keverednek a magyaros és az idegen motívumok, főként az egyiptomi művészet elemei, például a belső mennyezeten egy egyiptomi szárnyas napkorong jelenik meg, de a külső homlokzaton az oszlopfők is az egyiptomi stílusra emlékeztetnek.
A bejárat fölötti ívelt előtetőt alakja miatt „Napóleon kalapjának” szokták nevezni. Érdekesség, hogy a városban egy másik Lamping-épületen, a Zrínyi utcai transzformátorházon is szerepel díszítésként ugyanez a forma.
Amikor a palota épült (és utána hosszú évtizedekig) mozi működött benne: először Városi Mozgóképszínháznak, a háború után Vörös Csillagnak, majd 1991-től Szivárvány Mozinak nevezték. 2003-ban felavatták az épület falán Lamping József emléktábláját. 2009-ben a mozit országosan védett műemlékké nyilvánították. Ekkor kezdődött meg teljes felújítása és átépítése L. Balogh Krisztina tervei alapján, mely 2010 őszén fejeződött be. Ekkorra készült el az épület előtt álló bronzmakett is, mely a palota átépítés előtti állapotát ábrázolja, 1:50 méretarányban.
Már megnyitása után néhány héttel nagy újdonságot jelentett a mozi: Kaposváron először itt lehetett színes filmet nézni. 1931-től pedig hangosfilmeket is bemutattak, emiatt kicsit át kellett alakítani a belső teret, hogy az akusztika megfelelőbb legyen. Azonban már ez idő tájt sem csupán a filmek vetítése jelentette az egyedüli kulturális eseményeket az épületben: nótaköltők, operaénekesek is felléptek, sőt, még politikai rendezvényt is tartottak benne. 1946-ban rövid időre a Független Kisgazdapárt vette át a mozit, később szovjet befolyás alá került: 1948-tól kezdve rendezték itt a Szovjet Filmnapokat. 1955-ben maga Rákosi Mátyás is felszólalt az épületben egy megyei szintű politikai gyűlés alkalmával, aztán 1956-ban Dobi István és Tildy Zoltán köztársasági elnök, majd 1957-ben Kossa István pénzügyminiszter és Apró Antal, a minisztertanács elnökhelyettese is szónokolt benne.
1958-ban széles vásznat kapott a mozi, majd 1982-ben és 1997-1998-ban is felújították, átalakították, de 2001-ben moziként bezárta kapuit.

### Technikai felszereltség
A palota nagytermében HD minőségű vetítő és vászon (9 m × 6 m), világhálós csatlakozás és teljes hangrendszer található, a fénytechnikai eszközök készletét 96 szabályozott és 24 direkt csatorna alkotja. Vetítőkészüléke egy felújított hagyományos filmszalagos Meopta 5XB 35 mm-es gép, de lehetőség van E-Cinema rendszeren keresztül is előadást vetíteni. Szinkrontolmács helyiségében 4 nyelven, 80 fős tolmácsberendezés segíti a nemzetközi rendezvények megtartását, bérelhető vezeték nélküli tolmácskészülékek segítségével a fordítás az épületen belül bárhova eljuthat.
A színpad 12 m × 8 m-es, parketta vagy balettszőnyeg borítású, hasznos magassága 8 méter. Fölötte 4 db motoros és 2 kézi működtetésű „tréger” van elhelyezve. A nézőtér 347 ülőhellyel bír (ebből 207 földszinti, 51 karzati és 89 emeleti), de szükség esetén akár 50 pótszék is befér.
A fellépők számára 2 db 4 fős gyorsöltöző, 2 db 20 fős csoportos öltöző és további 2 db 8 fős öltöző áll rendelkezésre. Az épület mozgáskorlátozottak számára is látogatható, a kerekesszékes elérhetőség mindenhova biztosított, speciális mosdót is kialakítottak számukra.

## Rendezvények az épületben
A 2010-es felújítás óta nagy számban tartanak itt különféle zenei és más színpadi előadásokat, konferenciákat, de itt működik a Szivárvány Filmklub is. Minden augusztusban itt kap helyet a Kaposvári Nemzetközi Kamarazenei Fesztivál legtöbb rendezvénye.